# チビクワガタ属
チビクワガタ属（チビクワガタぞく）は、昆虫綱・甲虫目・クワガタムシ科に属する分類群。日本においてはチビクワガタ系統とマメクワガタ系統の5種が属する。世界ではアジアを中心に、オセアニア、アフリカにも見られる。

## 特徴
体は全身が黒く、前胸背板が広く、前翅には縦に筋が入る。雌雄の判別は交尾器を解剖しないとわからないほど大顎の性的二形は発達しないが、雌雄共に大顎の咀嚼能力は高い。体長は1cmほど、大きくても2cmであり、生息地では朽木を崩して探せば特に珍しくはないが、目立たないクワガタムシで、生態や行動に関心の強い専門家や、甲虫全般に関心の強い愛好家を除くと、雌雄二形の著しい大型クワガタムシを好む愛好家の間では、採集、飼育共にほとんど行われていない。
このようにチビクワガタ属は一部を除くと、一般の注目を浴びることはほとんどないが、生態においては興味深いものがある。成虫になっても腐朽の進んだ朽木の中で集団で生活し、幼虫が食べやすいように朽木を噛み砕くなどといった保育行動も発達しているため、亜社会性のレベルにまで達した社会性昆虫に近いものと考えられている。そのため、ほとんどの種の幼虫は親と同居して、その保育を受けなければ育つのが難しい(生態はクロツヤムシに似る)。
また成虫は肉食性が強く、特に繁殖期になると同じ朽木の中で生活する他昆虫の幼虫などを主に捕食している他、分散期には朽木を出て樹液にも集まる。この時期には灯火にも飛来することも知られている。
接頭語によって、オオクワガタ ＞ コクワガタ ＞ チビクワガタ ＞ マメクワガタといった大小関係が見られる。
ヒョウタンゴミムシと外見が似るが分類的に近いわけでもない。

## 下位分類
Figulus W.S. MacLeay, 1819とFigulinus Bomans, 2007の2亜属に分ける。

### 日本に産する種
チビクワガタ Figulus binodulusWaterhouse, 1873
関東以南の本土と伊豆諸島。生息地ではコクワガタの場合と似たような状態の朽木に成虫、幼虫共に普通にみられる。また、夏期の成虫は地上を盛んに歩行しているらしく、水の無い側溝にたまった落ち葉の下からも見出される。灯火にも飛来する。
オガサワラチビクワガタ F. boninensis Nakane & Kurosawa, 1953
小笠原諸島。チビクワガタよりも大型になり、横幅も増す。世界のチビクワガタ属の間でも最大級の種ではあるが、それでも最大個体で2cm程度である。
マメクワガタ F. punctatus Waterhouse, 1873
伊豆諸島・南西諸島。本土でも紀伊半島や中国地方などの一部の地方で確認されている。チビクワガタよりも さらに小さく、体型が若干細長い。林床に埋もれかけた細い照葉樹の朽ち枝にみられる。地域によってはルイスツノヒョウタンクワガタと混成し、同一の朽木から両者が見出されることも少なくない。
フィッシコリスマメクワガタ F. fissicollis
中硫黄島。イオウマメクワガタと以前はいわれていたが2010年に本種のシノニムになった。生態はほとんど解明されておらず、記録も若干標本があるくらいだが生態はマメクワガタとほぼ同じと考えられる。
ダイトウマメクワガタ F. daitoensis
北大東島・南大東島。マメクワガタよりも大きく、光沢が強めである。南大東島にはまとまった樹林が大変少ないため、水の干上がった用水路中に横たわる、モクマオウの朽木に生息する。